# Hyperriese
Ein Hyperriese (Leuchtkraftklasse 0) ist ein Stern mit gewaltiger Masse und Leuchtkraft.

## Eigenschaften
Hyperriesen haben ein ähnlich großes Volumen wie Überriesen, sind aber noch massereicher und zeichnen sich durch eine sehr hohe Leuchtkraft aus. Einige Hyperriesen haben mehr als 100 Sonnenmassen, wobei sie am Anfang ihrer Entwicklung sogar 200 bis 250 Sonnenmassen enthalten haben könnten. Damit reichen sie an die Eddington-Grenze heran, eine theoretische Höchstgrenze der Sternenmasse, ab der ein Stern so viel Strahlung erzeugt, dass seine äußeren Schichten nicht mehr ausreichend durch die Gravitation angezogen werden. Die genauen Mechanismen der Entstehung und Entwicklung derart massereicher Sterne sowie des numerischen Wertes der Eddington-Grenze sind Gegenstand aktueller Forschung.
Hyperriesen sind mit der tausend- bis millionenfachen Sonnenleuchtkraft die hellsten Sterne im Universum. Ihre Oberflächentemperaturen sind jedoch sehr unterschiedlich. Sie reichen von 3.500 K bis über 35.000 K. Beinahe alle Hyperriesen zeigen Variationen in ihrer Leuchtkraft. Die Gründe liegen in Instabilitäten in ihrem Inneren bei moderaten Temperaturen und hohen Drücken.
Aufgrund des großen inneren Energieumsatzes beträgt die Lebensdauer der Hyperriesen nur wenige Millionen Jahre. Danach explodieren sie als Supernova oder als (hypothetische) Hypernova. Es wird vermutet, dass ein Hyperriese ein stellares Schwarzes Loch hinterlässt. Jedoch könnte er auch durch eine besondere Form der Supernova, die Paarinstabilitätssupernova, komplett zerstört werden.

## Bekannte Hyperriesen
Hyperriesen sind aufgrund ihrer Seltenheit schwierig zu beobachten und zu untersuchen. Es scheint für die kühleren, gelb- oder rotleuchtenden Hyperriesen eine obere Grenze ihrer Leuchtkraft zu geben. Keiner von ihnen ist heller als etwa −9,5m absoluter Helligkeit. Dies entspricht etwa der 500.000-fachen Lichtstärke der Sonne. Die Gründe dafür sind bis heute unbekannt.

### Leuchtkräftige Blaue Veränderliche (LBV)
Die massereichsten Exemplare der hellen blauen Veränderlichen gehören zur Gruppe der Hyperriesen und zu den hellsten bekannten Sternen:
- Deneb, der von der Erde aus hellste Stern im Sternbild des Schwans, der zusammen mit Altair und Wega das Sommerdreieck bildet. Er ist der bekannteste LBV.
- P Cygni ebenfalls im Sternbild des Schwans, dessen extrem schwankende absolute Helligkeit die von Deneb derzeit sogar noch übertrifft.
- S Doradus in der nahen Galaxie Große Magellansche Wolke. Diese befindet sich im südlichen Sternbild Schwertfisch. In dieser Galaxie fand auch die Supernova 1987A statt.
- Eta Carinae innerhalb des Carinanebels (NGC 3372). Dieser Stern befindet sich im südlichen Sternbild Kiel des Schiffs. Eta Carinae ist extrem massereich, möglicherweise hat er eine bis zu 120- oder 150-fache Sonnenmasse und ist 4 oder 5 Millionen Mal heller als die Sonne.
- Der Pistolenstern im Quintuplet-Sternhaufen nahe dem Zentrum unserer Galaxie im Sternbild Schütze. Es ist möglich, dass dieser Stern die 150-fache Sonnenmasse aufweist und 1,7 Millionen Mal heller als die Sonne ist.
- Mehrere Sterne im Sternhaufen 1806–20. Diese befinden sich auf der unserem Sonnensystem gegenüberliegenden Seite unserer Galaxie. Einer dieser Sterne, LBV 1806–20, ist der hellste bisher bekannte Stern, etwa 2 bis 40 Millionen Mal so hell wie die Sonne. Gleichzeitig gehört er zu den massereichsten Sternen überhaupt.

### Blaue Hyperriesen
- Zeta-1 Scorpii, der hellste Stern der OB Zusammenballung Scorpius OB1 und ein LBV-Kandidat.
- MWC 314 im Sternbild Adler, ein anderer LBV-Stern.
- HD 169454 im Sternbild Schild.
- BD −14° 5037 in der Nähe von Cygnus OB2.
- Cygnus OB2 #12, den manche Autoren als LBV betrachten.
- QPM-241 im Quintuplet-Sternhaufen im Sternbild Schütze

### Gelbe Hyperriesen
Gelbe Hyperriesen bilden eine extrem seltene Klasse von Sternen. Es sind wahrscheinlich sehr wenige große Sterne, die nicht die erforderliche Masse haben, um LBV zu werden. Sie wandeln sich kurz vor ihrem Ende zu Hyperriesen mit einer gelben oder weißen Phase um. Nur sieben Exemplare sind in unserer Galaxie bekannt:
- Rho Cassiopeiae (7 Cas) im nördlichen Sternbild Kassiopeia ist etwa 550.000 Mal heller als die Sonne und 10.000 Lichtjahre von uns entfernt. Aufgrund seiner derzeitigen Pulsationen ist er ein Kandidat für die nächste Supernova in unserer Galaxie.
- V509 Cassiopeiae (HR 8752)
- V382 Carinae (x Carinae)
- IRC+10420, im Sternbild Adler
- HR 5171 A, im Sternbild Zentaur[4][5][6][7]
- einige Sterne im Sternhaufen Westerlund 1

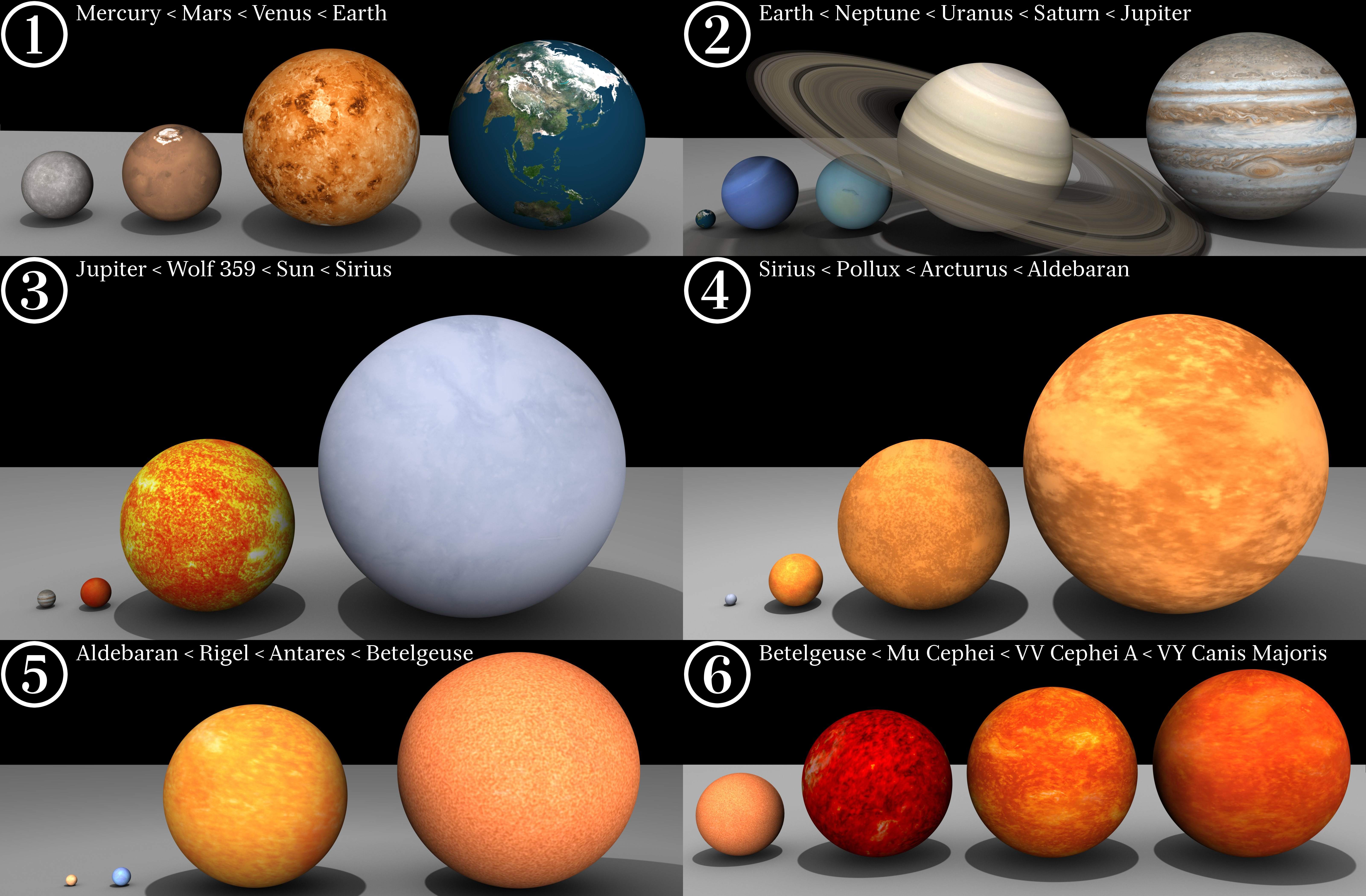
Größenvergleich bekannter Sterne. Rote Überriesen finden sich im Bildabschnitt Nr. 5 und Nr. 6

### Rote Hyperriesen
- RW Cephei
- NML Cygni
- VX Sagittarii
- S Persei (IDS 02156+5808 A)
- Beteigeuze
- WOH G64

### Besonderheit
Einer der massereichsten bekannten Sterne ist R136a1 im Tarantelnebel der Großen Magellanschen Wolke. Er ist etwa eine Million Jahre alt, hat noch die 265-fache Masse unserer Sonne (von ehemals etwa 320 Sonnenmassen) und strahlt zehn Millionen Mal heller als diese. Bisher war man davon ausgegangen, dass es jenseits von 150 Sonnenmassen keine stabilen Sterne gebe. R136a1 ist Teil eines ganzen Clusters von jungen, massereichen Riesensternen; die Sternendichte ist dort 100.000 Mal höher als die in der Nachbarschaft unserer Sonne.